# Эрман, Георг Адольф
Георг Адольф Эрман (нем. Georg Adolf Erman; 12 мая 1806, Берлин — 12 июля 1877, там же) — немецкий путешественник, физик, ботаник.

## Биография

### Происхождение и семья
Семья Эрмана по отцовской линии имела французские корни (предки были гугенотами из Эльзаса), мать Каролина, сестра издателя Юлиуса Эдуарда Гитцига, происходила из большой еврейской семьи Гитцигов. Отец Пауль Эрман (нем. Paul Erman) (1764—1851) был известным физиком, а дед Жан Пьер Эрман (нем. Jean Pierre Erman) (1735—1814) — историком.
В 1834 году Георг Адольф женился на Марии Бессель, старшей дочери Ф. В. Бесселя. У них было трое сыновей: Вильгельм Эрман (1850—1932) стал библиотекарем, Адольф Эрман (1854—1937) — известным египтологом, Генрих Эрман (1857—1940) — правоведом и университетским профессором.

### Академическая карьера
Г. А. Эрман изучал естественные науки в Берлинском университете имени Гумбольдта (нем. Humboldt-Universität zu Berlin, сокр. HU Berlin). Получив степень доктора физики в 1826 году, поступил на должность ассистента к профессору Ф. В. Бесселю в Кёнигсбергский университет. Впоследствии, завершив кругосветное путешествие (см. далее), работал в Университете Фридриха Вильгельма: с 1832 г. — приват-доцентом, с 1834 г. — профессором физики (с 1839 — экстраординарный профессор). Несколько лет преподавал математику в Коллеж франсез (фр. Collège Français), где ранее работал его отец. В 1873 году был избран иностранным членом Лондонского королевского общества.

### Путешествие и научная деятельность
С 1828 по 1830 год Г. А. Эрман совершил кругосветное путешествие по Северной Азии, Тихому и Атлантическому океанам. Главной целью было создание сети точных геомагнитных наблюдений по всему периметру Земли, а также наблюдения по метеорологии и геогнозии.
Первая часть путешествия совершалась в составе магнитометрической экспедиции норвежского исследователя К. Ханстена. В России она прошла по маршруту Нарва — Санкт-Петербург — Москва — Казань — Пермь — Тобольск (ноябрь 1829 г.). Отсюда Эрман повернул на север. По рекам Иртыш и Обь в декабре 1829 г. он добрался до Обдорска (ныне Салехард). Затем экспедиция взяла путь на Иркутск и Кяхту.
Здесь путешественники разделились, и Эрман уже один продолжил свой путь в направлении на Якутск (апрель 1829) и Охотск (июнь 1829). В августе на корабле Российско-американской компании он переправился на Камчатку. После месячного путешествия по полуострову с восхождением на вулкан Шивелуч Эрман в конце сентября прибыл в Петропавловск-Камчатский.
Здесь встретился с Л. А. Гагемейстером и 3 октября 1829 г. на его корабле «Кроткий» отплыл в Новоархангельск (ныне Ситка). Отсюда корабль направился в мексиканское поселение Йерба-Буена (ныне Сан-Франциско) и далее на юг к острову Таити. Покинув остров в феврале 1830 году, корабль через мыс Горн, Рио-де-Жанейро, Портсмут и Хельсингёр достигает Кронштадта. Отсюда Эрман, наконец, возвращается в Берлин.
В ходе путешествия Эрмана интересовал не только геомагнетизм. Он вел исследования и наблюдения в области метеорологии, ботаники, этнографии, геокриологии, собирал гербарии и зоологические коллекции по заказу музеев Берлина и Кёнигсберга. Также он встречался со ссыльными декабристами: В. Ф. Раевским в Иркутске, А. А. Бестужевым в Якутске. По итогам путешествия Г. А. Эрман издал труд «Путешествие вокруг Земли через северную Азию и оба океана в годах 1828, 1829 и 1830», состоящий из исторической и физической частей.
Результаты геомагнитных наблюдений были использованы Карлом Гауссом в теории о магнитном поле Земли. В 1845—1848 гг. Георг Адольф Эрман вместе с учителем Генрихом Якобом Рейнхольдом Петерсеном (нем. H. Petersen, 1815 — позднее 1866) произвели расчёт геомагнитных постоянных, определяемых этой теорией. Позже по поручению и на средства Германского адмиралтейства и Британской ассоциации (англ. British Science Association) был произведён более полный расчёт этих постоянных на основе геомагнитных наблюдений 1829 г. и с учётом вековых вариаций в более ранних данных. Результаты были опубликованы в книге «Основы теории Гаусса и явления земного магнетизма в 1829 г.».
В 1841—1866 гг. Эрман издавал журнал «Архив научных известий из России», где публиковались материалы по статистике, этнографии, культурной и научной жизни страны, описания маршрутов путешественников — современников издателя (Г. С. Карелин, И. П. Кириллов, А. И. Шренк), в том числе его собственные статьи.
В последние годы Эрман изучал тепловое расширение солёной воды, писал о сверлильных устройствах с канатным приводом, о возможном влиянии метеоритов на климат.

## Труды
- Эрман, Г. А. Путешествие вокруг Земли через северную Азию, и оба океана в годах 1828, 1829 и 1830: в 8 т. = нем. Reise um die Erde durch Nord-Asien und die beiden Oceane in den Jahren 1828, 1829 und 1830. — Берлин: G. Reimer, 1833—1848. (недоступная ссылка)

Исторический отчёт = нем. Historischer bericht. — 1833—1848.
Путешествие из Берлина до Полярного моря в 1828 году = нем. Reise von Berlin bis zum Eismeere im jahre 1828. — 1833. — Т. 1.
Путешествие из Тобольска до Охотского моря в 1829 году = нем. Reise von Tobolsk bis zum Ochozker meere im jahre 1829. — 1838. — Т. 2.
Побережье Охотского моря, Охотское море и путешествие по Камчатке в 1829 году = нем. Die Ochozker küste, das Ochozker meer und die reisen auf Kamtschatka im jahre 1829. — 1848. — Т. 3.
Атлас к Эрмановскому путешествию вокруг света = (нем.  11 Tafeln des Atlas zu Erman's Reise um die Erde. — 1848.
Карты.
Физические наблюдения = (нем. Physikalische beobachtungen. — 1835—1841.
Определение местоположения и склонения на суше = нем. Ortsbestimmungen und declinationsbeobachtungen auf dem festen lande. — 1835. — Т. 1.
Наклонение и напряженность. Определение склонения на море. Периодические изменения склонения = нем. Inclinationen und intensitäten. Declinationsbeobachtungen auf der see. Periodische declinationsveränderungen. — 1841. — Т. 2.
Атлас. — 1835.
- Эрман Г. А. Основы теории Гаусса и явления земного магнетизма в 1829 г = нем.  Die Grundlagen der Gaussischen Theorie und die Erscheinungen des Erdmagnetismus im J. 1829. — Берлин: G. Reimer, 1874. — 43 с.
- Эрман Г. А. Путешествия в Сибири: Включая экспедицию на север, вниз по Оби, к полярному кругу, и на юг, к Китайской границе = англ.  Travels in Siberia: Including Excursions Northwards, Down the Obi, to the Polar Circle, and Southwards, to the Chinese Frontier. — Лондон: Longman, Brown, Green and Longmans, 1848.
- Архив научных известий из России = нем. Archiv für wissenschaftliche Kunde von Rußland / Главный редактор Г. А. Эрман. — Берлин, 1841—1866. — Т. I—XV. (недоступная ссылка)
- Работы по геомагнетизму и другим физическим темам публиковались в «Annalen der Physik und Chemie» («Анналы физики и химии» — название издания в 1824—1899 гг.) И. Х. Поггендорфа, «Astronomische Nachrichten» («Астрономические известия») Г. Х. Шумахера, «Докладах Британской ассоциации».

## Награды
- Золотая медаль Королевского географического общества в 1844 г. — «За важные географические работы в Сибири и на Камчатке».

## Память
В честь Г. А. Эрмана названы:
- хребет Эрмана в Забайкальском крае России, по правобережью реки Онон;
- берёза Эрмана — вид берёзы, произрастающий на Камчатке, Сахалине, Курилах, в Магаданской области;
- ледник Эрмана — самый большой по площади горный ледник России (48,3 км2), расположен севернее вулкана Ключевская Сопка[7].